# ウジェーヌ・ヨールス
ウジェーヌ・ヨールス（Eugène Joors、1850年2月20日 - 1910年10月23日）は、ベルギーの画家である。静物画などを描き、アントウェルペン美術アカデミーで教えた。

## 略歴
ベルギー、フランデレン地域のアントウェルペン州のボルゲルハウト(Borgerhout)で生まれた。1865年から1870年までアントウェルペン美術アカデミーでポリドール・ボーフォー(Polydore Beaufaux)やニケーズ・ド・ケイゼル、ジョゼフ・ヴァン・レリウスに学んだ。1886年からアントウェルペン美術アカデミーの静物画の教師になった。同僚にはフランス・モルテルマンス（Frans Mortelmans: 1865-1936）がいた。
画家としては静物画が評価されていたが風俗画も描いた。アントウェルペンの美術家グループの「Als ik Kan」や「 De Scalden」のメンバーになり、ミュンヘンなどの国外の展覧会にもしばしば出展し
、賞を受賞しバイエルンの王子、ルイトポルト・フォン・バイエルンに作品を買い上げられたこともある。シャルル・ヴェルラとともに、ワーテルローの戦いを描いたパノラマ画も描いた。
設計した
亡くなる10年ほど前からアントウェルペンのベルヘム(Berchem)に建築家Jules Hofmanの設計した「De Tulp」という邸に住み、1910年にそこで亡くなった。ベルギーのレオポルド勲章を受勲した。
ヨールスが教えた学生にはヘレーネ・クラマーやモリー・クラマー、ヘレン・イヴェルセン(Helen Iversen)らがいる。

## 作品

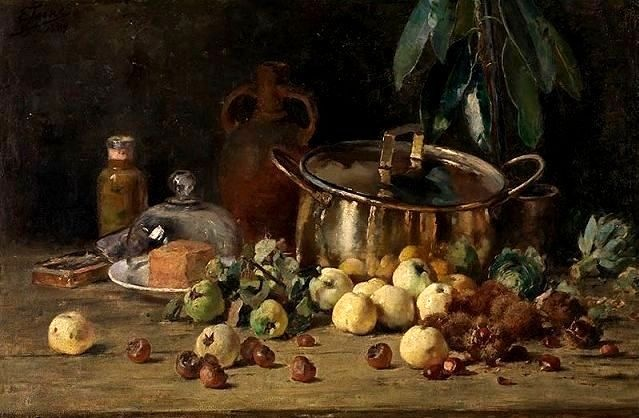
果物にある静物 （c.1890）
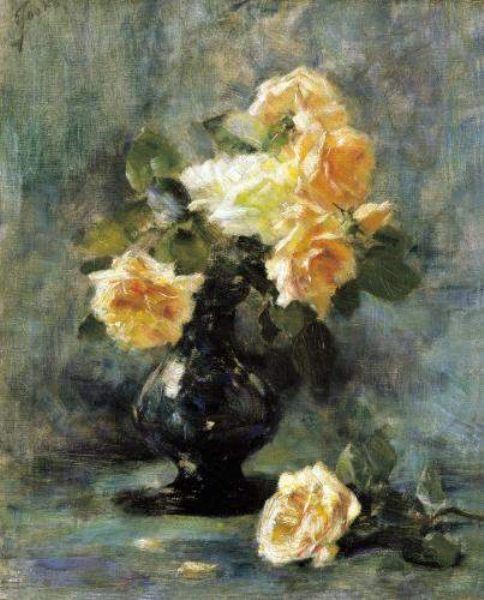
花のある静物
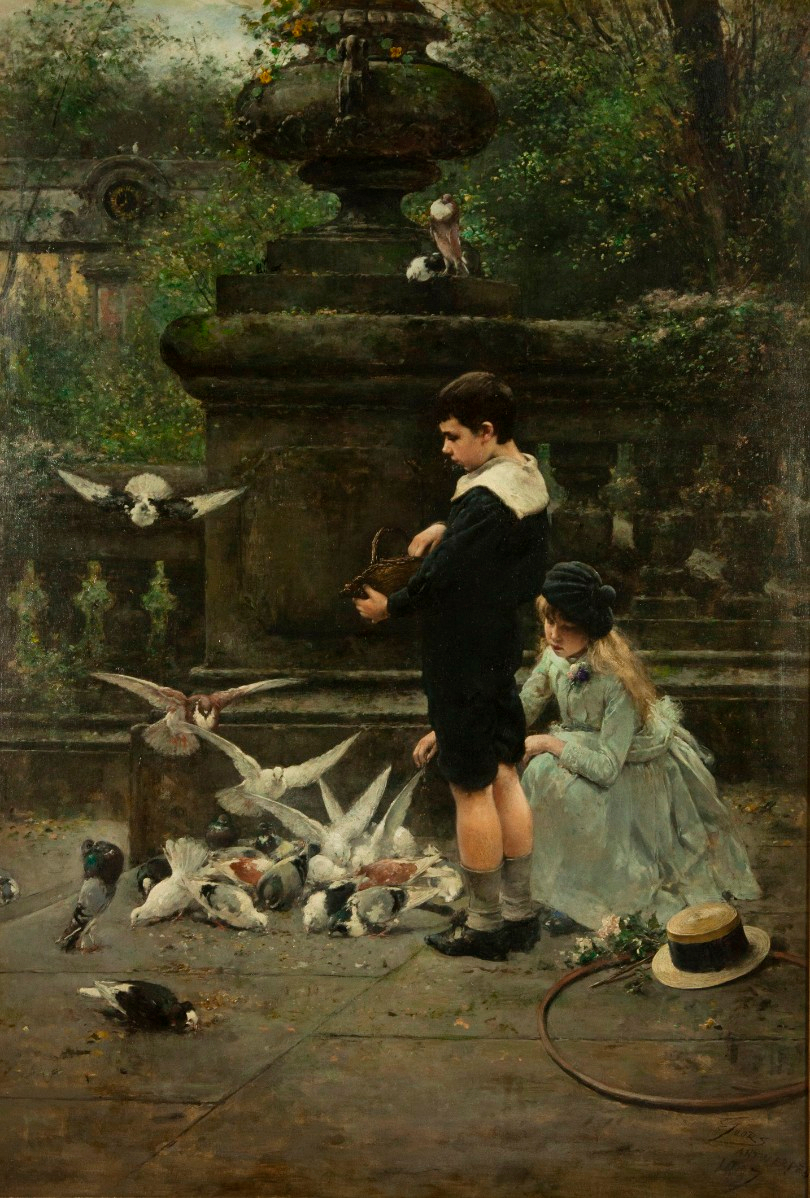
公園で鳩に餌を与えるこどもたち(1887)
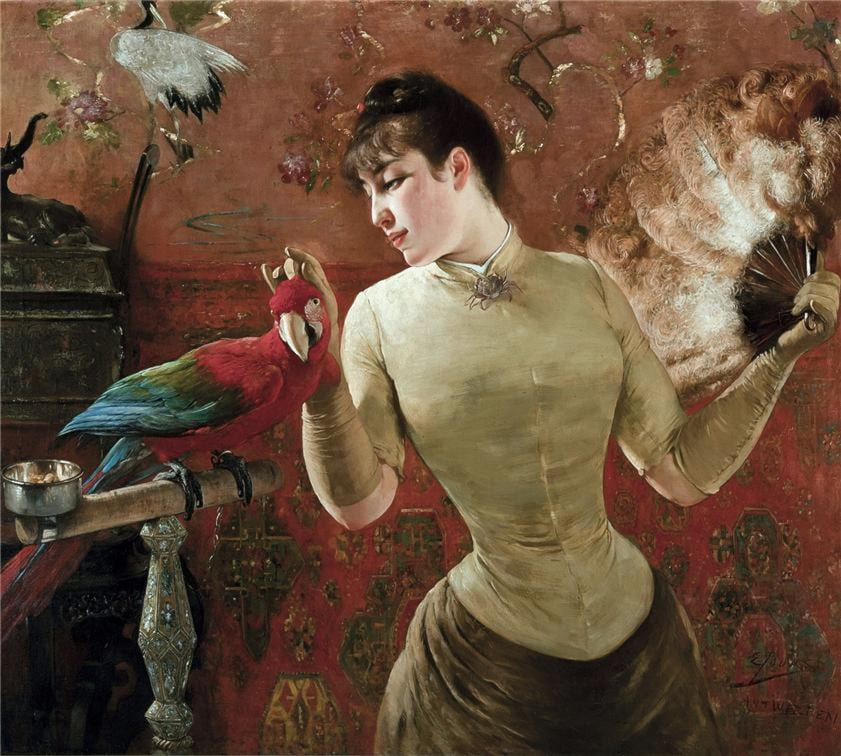
オウムと女性 (c.1890)